# Rambung Sialang Hulu
Rambung Sialang Hulu is een bestuurslaag in het regentschap Serdang Bedagai van de provincie Noord-Sumatra, Indonesië. Rambung Sialang Hulu telt 424 inwoners (volkstelling 2010).